# St. Erhard (Geutenreuth)
St. Erhard ist eine römisch-katholische Kirche in Geutenreuth, einem Stadtteil von Weismain im oberfränkischen Landkreis Lichtenfels. Geweiht ist die Kirche dem Heiligen Erhard von Regensburg. Die Kirche gehört wie die zugehörige Pfarrgemeinde zum Erzbistum Bamberg.

## Baugeschichte
Die ältesten Teile des Chorturms stammen wahrscheinlich aus dem 12./13. Jahrhundert, das Chorgewölbe ist in das 14. Jahrhundert zu datieren. 1686 fanden Bauarbeiten am Turm statt. Ein durchgreifender Umbau erfolgte 1743.

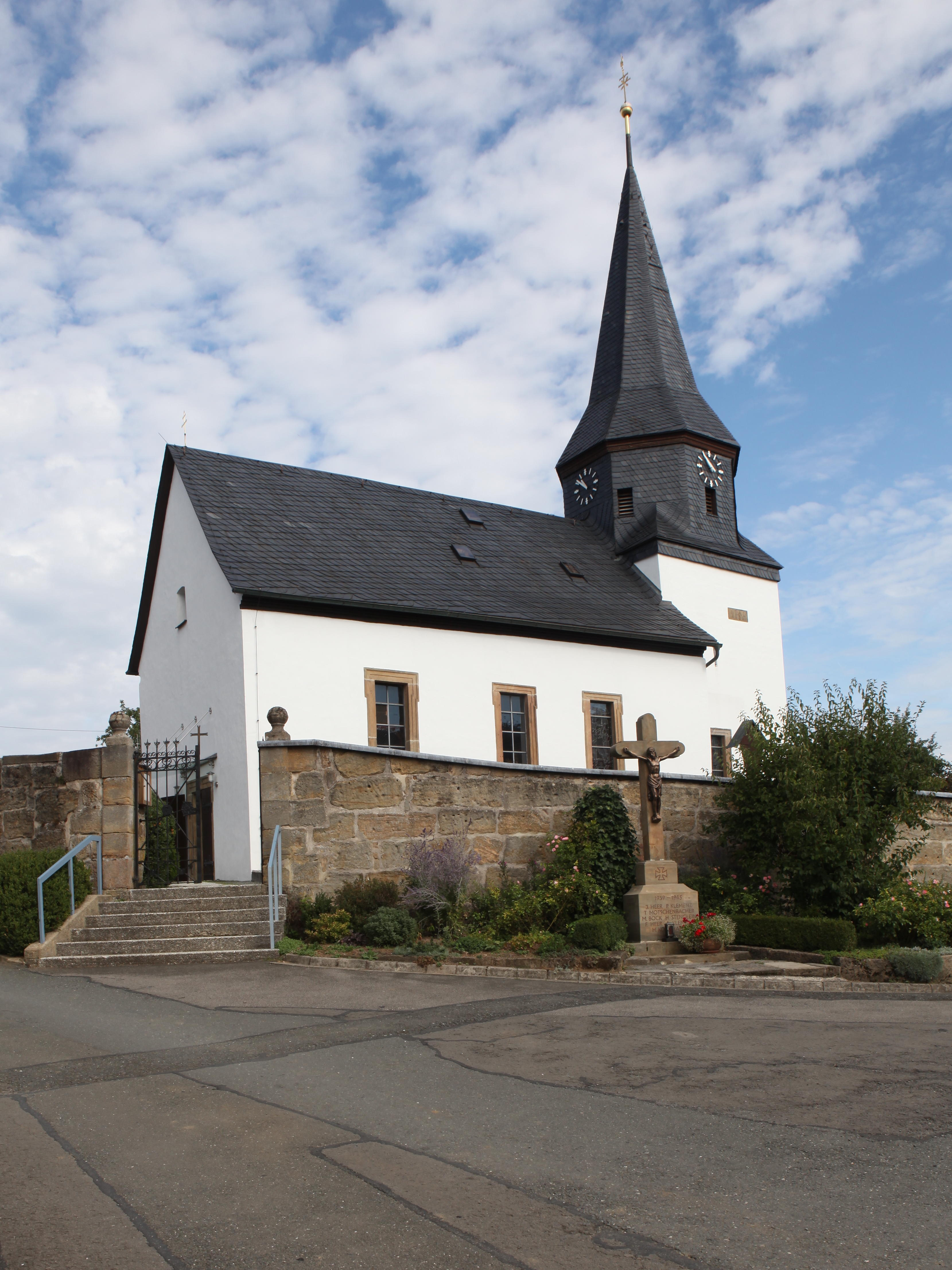
St. Erhard

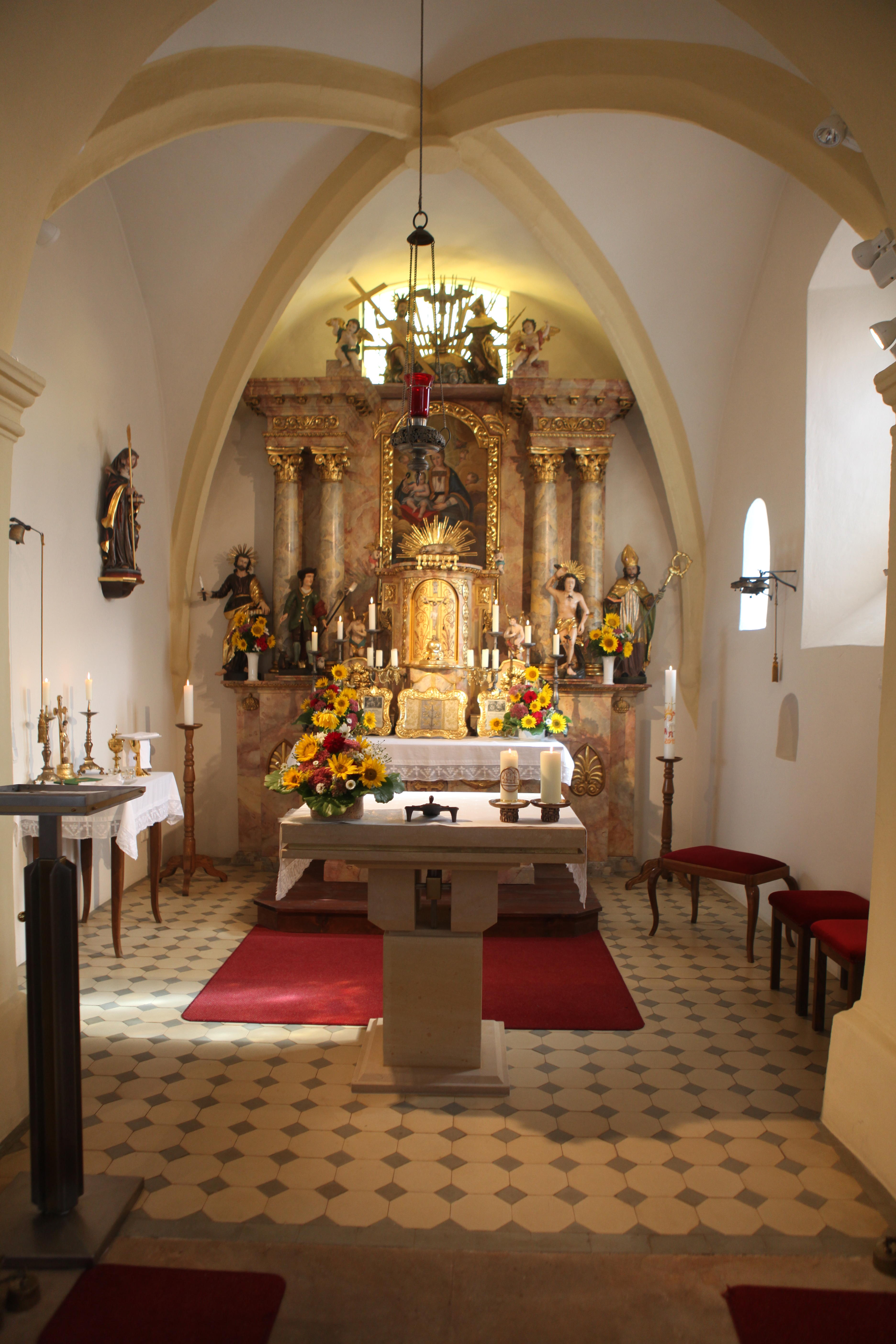
Chor

## Baubeschreibung
Die schlichte, weiß verputzte, einschiffige Chorturmkirche steht im Norden des Ortes auf einer Anhöhe. Sie trägt ein steiles Satteldach, der Chorturm auf quadratischem Grundriss ist zentral in die Fassade eingestellt. Sein zweigeschossiger, vierseitiger Teil ist außen verputzt, lediglich an der Nordseite des ersten Obergeschosses befindet sich unverputzter Sandstein. Im ersten Obergeschoss ist auf einer Sandsteinplatte „FTAL 1686“ (Frater Thomas [Wagner] Abbas Langheimensis [Abt zu Langheim]) zu lesen. Über dem Sturz des Einganges steht die Jahreszahl „1743“, das Jahr des letzten Umbaues der Kirche.
Der Chor hat ein Kreuzgewölbe mit Kehlrippen, die auf Pyramidenkonsolen ruhen. Das Langhaus ist flach gedeckt. Geschwellte Holzsäulen tragen die Emporen an der Nord- und Westwand. 
Auf dem Hochaltar befinden sich neben dem ehemaligen Drehtabernakel zwei Anbetungsengel und die Statuen des Heiligen Bartholomäus, des Heiligen Wendelin und des Heiligen Sebastian. Über dem Altarbild mit der Madonna ist die Heilige Dreifaltigkeit angebracht. Die zwei Seitenaltäre wurden 1774 aus Rothmannsthal erworben. In der Mittelnische des linken Altars steht ein großes Kreuz, auf dem rechten Nische eine Gottesmutter-Figur.
Die Kanzel mit den vier Evangelisten stammt von Johann Bernhard Kamm. An den Seitenwänden befinden sich eine Marienstatue und die Statue des Heiligen Paulus.

## Sackfundus
Die Bürger Geutenreuths werden schon seit vielen Generationen „Sackfundus“ genannt. Hinter diesem, auf den ersten Blick seltsamen Namen, verbirgt sich eine Geschichte aus der Zeit der Reformation. Eine Heiligenfigur, die in einer evangelischen Kirche ausgemustert worden war, gelangte auf kuriose Weise in einem Sack versteckt von einem Schüttboden für Getreide in die Kirche von Geuteneuth.
Zur Zeit der Reformation vor ca. 400 Jahren waren die Bewohner vieler Dörfer und Gemeinden im oberen Maintal schwankend geworden oder hatten das neue Bekenntnis angenommen. Dazu gehörten auch die Nachbarpfarreien Buchau und Thurnau. Die Heiligen waren bei der neuen Lehre nicht mehr gefragt und wurden in vielen evangelischen Kirchen ausgeräumt und oft lieblos auf Dachböden gelagert.
Als ein Kutscher aus Geutenreuth Getreide auf einen großen Speicher des markgräflichen Kastenhofes in Melkendorf ausschüttete, habe er eine Heiligenfigur entdeckt. Die Figur habe mit dem Rücken auf dem Boden gelegen und ihre Hände nach oben gestreckt. Da der Kutscher ein gläubiger Katholik war, habe ihn der Anblick sehr traurig gemacht. Er deutete die ausgestreckten Arme als Aufforderung: „Nimm mich mit“. Eines Tages habe der Kutscher seinen ganzen Mut zusammengenommen und die fast lebensgroße Figur in einen geräumigen Hopfensack gesteckt und mitgenommen. Sie wurde auf seinem Wagen zwischen anderen Säcken versteckt und schön gepolstert transportiert. Der Kutscher aus Geutenreuth wusste, dass in seiner Kirche ein Postament leer stand. Er erzählte zu Hause, dass er die Figur nicht gestohlen, sondern in einem Sack gefunden habe. Man setzte den Heiligen auf das leere Postament und gab ihm zunächst den Namen „Sackfundus“. So kamen die Bürger aus Geutenreuth zu ihrem Spitznamen.
Später machte man aus der Figur den Heiligen Erhard, der dann Schutzpatron der Kirche wurde. Als in neuerer Zeit eine Renovierung in der Kirche durchgeführt wurde, erkannte der Fachmann, dass es sich bei der Figur nicht um den Heiligen Erhard handeln konnte, vielmehr war es der Heilige Paulus. Um aber den Schutzpatron zu behalten, wurde am Altar der Heilige Bonifatius in den heiligen Erhard umgewandelt. Anstelle eines Beils bekam er als Zeichen der Glaubensbotschaft ein Buch in die Hand. In die Mitra wurden zusätzlich zwei Augen eingesetzt, als Zeichen einer Wunderheilung, bei der eine Dame aus fürstlichem Geschlecht von ihrer Blindheit geheilt worden sei. Später sei die geheilte Frau Äbtissin in einem Kloster im Elsass geworden. Das Patronatsfest zur Erinnerung an den heiligen Erhard wird in Geutenreuth immer am 8. Januar gefeiert.